# Gustaf Korsgren
Carl Gustaf Korsgren, född 22 mars 1827 i Stockholm, död där 29 augusti 1909, var en svensk bankokommissarie.
Korsgren blev student vid Uppsala universitet 1849 och avlade kameralexamen 1851. Han blev kassaskrivare i Sveriges riksbank 1864, kassör 1870, kamrerare 1874 och var bankokommissarie 1879–1896. Han invaldes som ledamot 472 av Kungliga Musikaliska akademien den 25 maj 1885. Korsgren är begravd på Solna kyrkogård.